# Walk on Water (Eminem)
Walk on Water è un singolo del rapper statunitense Eminem, pubblicato il 10 novembre 2017 come primo estratto dal nono album in studio Revival.
Il singolo ha visto la collaborazione della cantante statunitense Beyoncé.

## Promozione
L'8 novembre 2017 il rapper ha pubblicato su Twitter una foto di una prescrizione medica con su scritto «Walk on Water, prendere come necessario», lasciando intendere che il singolo si sarebbe intitolato Walk on Water. La nota del falso medico era etichettata con il logo per Revival. Il 9 novembre, Paul Rosenberg, ha condiviso un video su Instagram in cui ha mostrato Trevor, il portavoce della campagna Revival affermando che «sarai in grado di camminare sull'acqua con la rinascita a mezzogiorno EST», confermando la canzone.

## Tracce
Testi e musiche di Marshall Mathers, Holly Hafermann e Beyoncé Knowles.
1. Walk on Water (ft. Beyoncé) – 5:04

## Classifiche
| Classifica (2017) | Posizione massima |
| ----------------- | ----------------- |
| Australia         | 10                |
| Austria           | 13                |
| Belgio (Fiandre)  | 32                |
| Belgio (Vallonia) | 49                |
| Canada            | 22                |
| Danimarca         | 24                |
| Francia           | 13                |
| Germania          | 16                |
| Irlanda           | 8                 |
| Italia            | 22                |
| Norvegia          | 16                |
| Nuova Zelanda     | 18                |
| Paesi Bassi       | 22                |
| Regno Unito       | 7                 |
| Spagna            | 27                |
| Stati Uniti       | 14                |
| Svezia            | 7                 |
| Svizzera          | 5                 |